# Aboriginal Tent Embassy

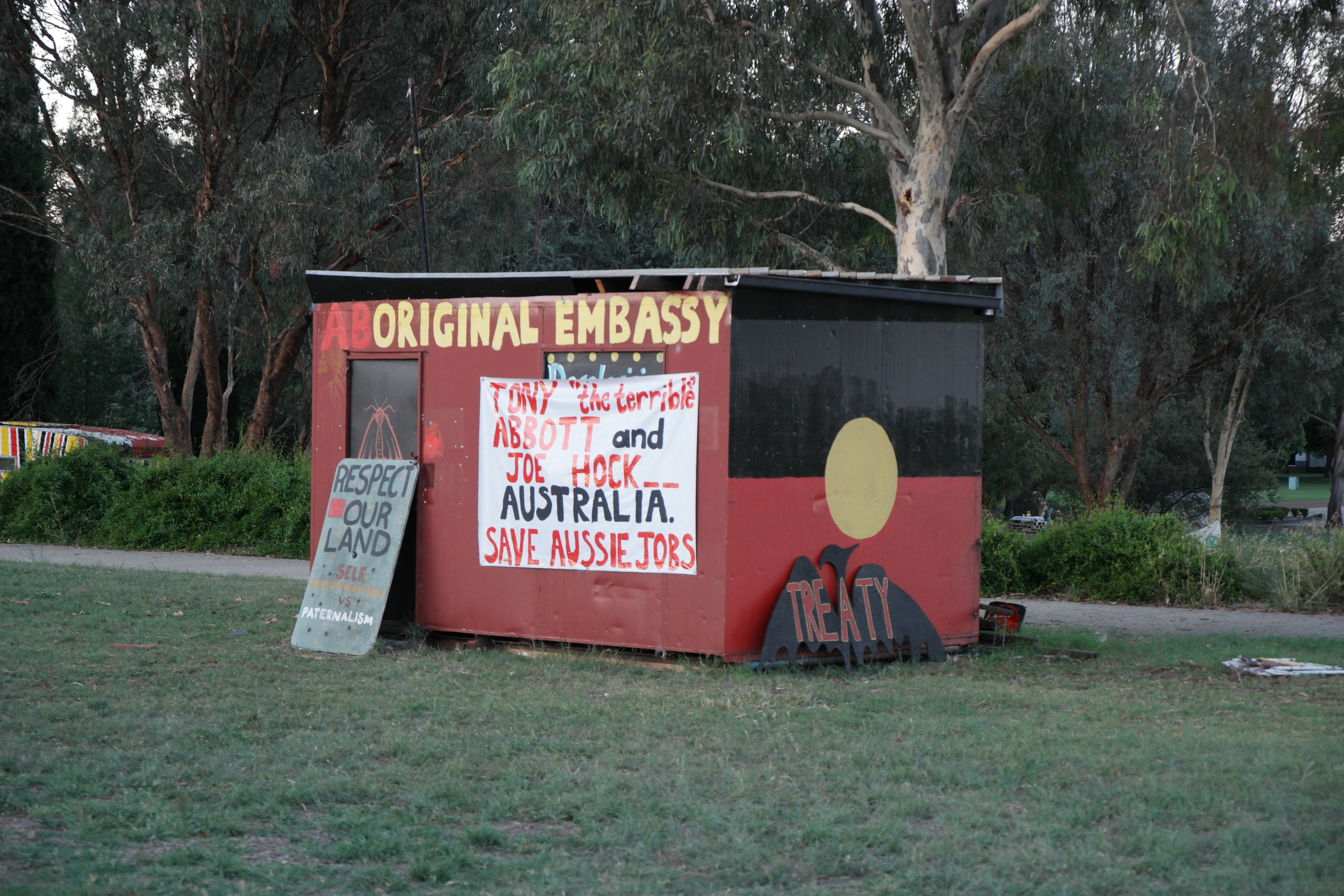
Aboriginal Tent Embassy

La Aboriginal Tent Embassy (traducible al español como Embajada Aborigen de tienda) es una estructura semipermanente donde los activistas residentes afirman representar los derechos políticos de los aborígenes australianos. Está formado por letreros y tiendas de campaña en el césped frente al Old Parliament House en Canberra, la capital de Australia. No es considerado una embajada oficial por el gobierno australiano.
Fue fundada el 26 de enero de 1972 (Día de Australia), cuando 4 activistas aborígenes instalaron una sombrilla de playa en el césped del Old Parliament House, en protesta por la decisión del gobierno australiano (liderado por el primer ministro Billy McMahon) de no entregarle títulos de tierras a los aborígenes. La embajada fue desmantelada meses más tarde por maniobras judiciales y la intervención policial.
Restablecida en 1974, la embajada operó en varios sitios de Canberra (incluyendo la actual sede del parlamento) hasta que en 1992, la embajada se estableció en su sitio original. En 1995, la embajada fue incorporada al Australian Register of the National Estate como sitio representativo de la lucha política de los aborígenes.
Los activistas que manejan la embajada no solo luchan por títulos de tierras para los aborígenes, sino que luchan por otros asuntos relacionados con los aborígenes, incluyendo financiación, representación política y autodeterminación. Sin embargo, la embajada ha sido fuente de controversia, con mucha gente cuestionando su validez e incomodando a varios políticos. Además, ha sido objeto de ataques incendiarios.